# Wellerman
"Soon May the Wellerman Come", også kendt som "Wellerman" eller "The Wellerman", er en sømandsvise fra New Zealand fra ca, 1860–70. Sangen omtaler "wellermen", som er forsyningsskibe ejet af af Weller brothers, der var blandt de tidligste europæiske bosættere i Otago.
I begyndelsen af 2021 blev en coverversion af den skotske sanger Nathan Evans et viralt hit på det sociale medie TikTok, hvilket ledte til stor stigning i interessen for sømandsviser.
Sangen er blevet indspillet af en række andre kunstnere herunder The Longest Johns på Between Wind and Water (2018), The Albany Shantymen på Are You With Me Lads? (2020), The Gingertail (2021), Storm Seeker (2021), Alestorm og The Wiggles (2021)

## Coverversioner

### The Longest Johns' version
Den britiske folkemusikgruppe the Longest Johns indspillede en version af sangen under navnet "Wellerman" til deres studiealbum, Between Wind and Water (2018). Et remix af sangen blev udgivet 12. januar 2021.
| Hitliste (2021)                                  | Højeste palcering |
| ------------------------------------------------ | ----------------- |
| Canadian Digital Songs (Billboard)               | 38                |
| Storbritannien Singles (Official Charts Company) | 37                |

### Nathan Evans' version
Den skotske musiker Nathan Evans øgede sangens popularitet yderligere i 2021, hvor en video på YouTube opnåede betydelig succes både i sin originale udgav og senere remix af 220 Kid og Billen Ted, der nåede førstepladsen af UK Singles Chart. Evans indspillede en ny version af "Wellerman" med det tyske band Santiano, som blev udgivet 19. februar 2021. Denne version er inkluderet på gruppens EP Sea Shanties – Wellerman, der blev udgivet digitalt 26. februar 2021.
I april 2022 bidrog Evans med en udgave af "Wellerman" til Doctor Who i afsnittet "Legend of the Sea Devils".

#### Spor
| 1. | "Wellerman (Sea Shanty)" | 2:35 |

| 1. | "Wellerman" (Sea Shanty / karaoke version) | 2:34 |

| 1. | "Wellerman" (Sea Shanty / 220 Kid x Billen Ted remix) | 1:56 |

| 1. | "Wellerman" (Sea Shanty / 220 Kid x Billen Ted remix / karaoke version) | 1:57 |

| 1. | "Wellerman" (Sea Shanty / Nathan Evans x Argules) | 1:47 |

| 1. | "Wellerman" (Sea Shanty / The Kiffness remix) | 3:03 |

| 1. | "Wellerman" (with Santiano) | 3:11 |

| 1. | "Wellerman" (Sea Shanty)                              | 2:36 |
| 2. | "Wellerman" (Sea Shanty / 220 Kid x Billen Ted remix) | 1:57 |
| 3. | "Wellerman" (with Santiano)                           | 3:11 |

#### Personel
Taget fra Discogs.
- Saltwives – producer, engineer, studiepersonale
- Alex Oriet
- David Phelan
- Nathan Evans – associated performer, vocals
- Samuel Brannan
- Tom Hollings
- William Graydon
- Mike Hillier – mastering engineer, studio personnel
- James Reynolds – mixer, studio personnel

#### Hitlister
| Hitliste (2021)                                  | Højeste placering |
| ------------------------------------------------ | ----------------- |
| Australia (ARIA)                                 | 62                |
| Østrig (Ö3 Austria Top 40)                       | 1                 |
| Belgien (Ultratop 50 Flanderen)                  | 1                 |
| Belgien (Ultratop 50 Vallonien)                  | 21                |
| Canada (Canadian Hot 100)                        | 54                |
| Tjekkiet (Rádio Top 100)                         | 5                 |
| Tjekkiet (Singles Digitál Top 100)               | 8                 |
| Denmark (Hitlisten)                              | 10                |
| Finland (The Official Finnish Charts)            | 6                 |
| France (SNEP)                                    | 36                |
| Tyskland (Official German Charts)                | 1                 |
| Germany Airplay (BVMI)                           | 2                 |
| Global 200 (Billboard)                           | 16                |
| Ungarn (Rádiós Top 40)                           | 1                 |
| Ungarn (Single Top 40)                           | 4                 |
| Ungarn (Stream Top 40)                           | 7                 |
| Iceland (Music of Iceland)                       | 19                |
| Irland (IRMA)                                    | 2                 |
| Latvia (European Hit Radio)                      | 1                 |
| Lithuania (AGATA)                                | 12                |
| Holland (Dutch Top 40)                           | 1                 |
| Holland (Single Top 100)                         | 1                 |
| New Zealand Hot Singles (RMNZ)                   | 39                |
| Norway (VG-lista)                                | 1                 |
| Polen (Polish Airplay Top 100)                   | 5                 |
| Portugal (AFP)                                   | 154               |
| Romania (Airplay 100)                            | 81                |
| Slovakiet (Rádio Top 100)                        | 31                |
| Slovakia (Singles Digital Top 100)               | 13                |
| Sweden (Sverigetopplistan)                       | 9                 |
| Schweiz (Schweizer Hitparade)                    | 1                 |
| Storbritannien Singles (Official Charts Company) | 1                 |
| Storbritannien Dance (Official Charts Company)   | 1                 |
| US Bubbling Under Hot 100 (Billboard)            | 16                |
| US Digital Songs (Billboard)                     | 4                 |

| Hitliste (2021)                  | Placering |
| -------------------------------- | --------- |
| Austria (Ö3 Austria Top 40)      | 1         |
| Belgium (Ultratop Flanders)      | 14        |
| Belgium (Ultratop Wallonia)      | 91        |
| Denmark (Tracklisten)            | 40        |
| France (SNEP)                    | 104       |
| Germany (Official German Charts) | 1         |
| Global 200 (Billboard)           | 66        |
| Hungary (Radio Top 40)           | 16        |
| Hungary (Single Top 40)          | 30        |
| Hungary (Stream Top 40)          | 19        |
| Ireland (IRMA)                   | 35        |
| Netherlands (Dutch Top 40)       | 17        |
| Netherlands (Single Top 100)     | 12        |
| Norway (VG-lista)                | 12        |
| Poland (ZPAV)                    | 59        |
| Sweden (Sverigetopplistan)       | 25        |
| Switzerland (Swiss Hitparade)    | 1         |
| UK Singles (OCC)                 | 11        |

| Hitliste (2022)                  | Placering |
| -------------------------------- | --------- |
| Austria (Ö3 Austria Top 40)      | 26        |
| Germany (Official German Charts) | 32        |
| Global Excl. US (Billboard)      | 189       |
| Switzerland (Swiss Hitparade)    | 31        |